# 376 (numero)
Trecentosettantasei (376) è il numero naturale dopo il 375 e prima del 377.

## Proprietà matematiche
- È un numero pari.
- È un numero composto con 8 divisori: 1, 2, 4, 8, 47, 94, 188, 376. Poiché la somma dei divisori (escluso il numero stesso) è 344 < 376, è un numero difettivo.
- È un numero felice.
- È pari alla somma dei primi 12 numeri della successione di Fibonacci (da 1 a 144).
- È un numero pentagonale.
- È un numero nontotiente (per cui la equazione φ(x) = n non ha soluzione).
- È parte delle terne pitagoriche (282, 376, 470), (376, 705, 779), (376, 2193, 2225), (376, 4410, 4426), (376, 8832, 8840) , (376, 17670, 17674), (376, 35343, 35345).
- È un numero rifattorizzabile in quanto divisibile per il numero dei propri divisori.
- È un numero congruente.

## Astronomia
- 376P/LONEOS è una cometa periodica del sistema solare.
- 376 Geometria è un asteroide della fascia principale del sistema solare.

## Astronautica
- Cosmos 376 è un satellite artificiale russo.